# WYSE International
WYSE International (“World Youth Service Enterprise”) é uma organização  internacional sem fins lucrativos voltada à educação e desenvolvimento de  novos líderes. Fundada em 1989, é uma organização não-governamental associada  ao Departamento de Informação Pública da ONU (“Organização das Nações Unidas”). A organização é sediada em Londres, com filiais na Itália, Brasil,  Japão, Países Baixos, e é formada por uma comunidade internacional de  aprendizagem de pessoas de mais de 115 países. A organização é mantida com  trabalho voluntário e seus facilitadores são psicólogos, consultores e treinadores em liderança, educadores, e executivos.
WYSE Internacional se destina a “apoiar novos líderes para a mudança global”.
Em 1989, a instituição foi concebida como uma organização sem fins  lucrativos de ensino por um grupo de educadores e psicólogos liderados por  Marilyn Feldberg. Eles conduziram o primeiro projeto internacional que aconteceu em Celmi,  País de Gales, em 1989.
Em 1992, a organização foi nomeada como World Youth Service and Enterprise (WYSE International), com a visão de trazer jovens de  todo o mundo que se motivem em ter uma atuação efetiva e positiva em suas comunidades  locais. Andrew McDowell, em seguida, levou a organização a se concentrar no  desenvolvimento de liderança e, com uma equipe de educadores, psicólogos e  empreendedores de todo o mundo, criou o carro-chefe da  organização: Programa  Internacional Liderança (International Leadership Programme – ILP).
Em 1996, WYSE foi registrada como uma instituição de caridade do Reino Unido, com a função de realizar trabalhos de caridade e de consultoria nacional e internacional, está registrada no Reino Unido Reino sob o número (UK Charity number): 105 3940.
Em 1998, WYSE foi reconhecida como uma Organização Não-Governamental (ONG) com as Nações Unidas (ONU), associada ao Departamento de Informação Pública (DPI)  da mesma. Com o tempo a organização se especializou cada vez mais no desenvolvimento de lideranças, fomentando entre líderes de tod o o mundo formas cooperativas e participativas para a liderança, como a  liderança servidora e a liderança visionária.